# Emídio Rafael
Emídio Rafael, de son nom complet Emídio Rafael Augusto Silva, également surnommé Rafa, est un ancien footballeur portugais né le 24 janvier 1986 à Lisbonne au Portugal. Il jouait au poste de défenseur latéral gauche.

## Biographie

### Les débuts
Natif de Lisbonne, Emidio Rafael est formé au Sporting Clube de Portugal, où il cotôie de futurs grands du football portugais tel que : Miguel Veloso, João Moutinho, Nani ou encore Yannick Djaló. Le pic de cette génération 1986 a eu lieu lors de la saison 2004-05, lorsque, sous le commandement de Paulo Bento, les "lions" remportent le titre de champions national juniors, soit neuf ans après leur dernière victoire. Il ne participe pourtant pas à la fête pour le titre car une rupture des ligaments croisés, lors de l'avant dernier match du championnat l'écarte des terrains pour une période de six mois. Il est finalement prêté, en janvier 2006 au Casa Pia Atlético Clube puis au Real Massamá la saison suivante, qui tous deux évoluent en troisième division.

### Portimonense Sporting Clube
En 2007, libéré par les « Lions », il choisit de prendre son destin en main et rejoint les rangs du Portimonense Sporting Clube, qui joue le championnat portugais de deuxième division. Il y reste deux saisons, où titulaire, il démontre petit à petit ses qualités de défenseur rugueux, et participe à la montée dans l'élite du football portugais.

### Académica de Coimbra
Il est alors contacté par un club de première division, et rejoint les rangs de l'Associação Académica de Coimbra. Il dispute son premier match en première division le 13 septembre 2009, pour le compte de la quatrième journée du championnat élite portugais. Il devient vite indiscutable à son poste, ce qui lui vaut une sélection en espoirs (il entre sur le terrain à la 29e minute en remplacement de Fábio Coentrão). L'athlète se sent bien à Coimbra, mais ne renonce pas à son ambition personnel de rejoindre un des "trois grands" du football portugais. La Briosa désire prolonger son contrat (qui expire en juin 2011) mais se refuse aussi à fermer la porte à un possible afflux de trésorerie avec son transfert, c'est ainsi qu'il quitte Coimbra, pour Porto.

### FC Porto
En 2010, il suit donc, André Villas-Boas qui est contracté par le FC Porto pour un montant de 500.000 €uros. Mais une blessure, lors de la Coupe de la Ligue portugaise de football, face au Gil Vicente Futebol Clube, l'écarte des terrains jusqu'à l'été 2012. Jouant peu il part en janvier 2013, chez les voisins du Sporting Clube de Braga, où il signe pour 3 ans. Mais 90 % des droits de transfert appartiennent au FC Porto.

### Académica de Coimbra
En juin 2015, libre de tout engagement, il renoue pour deux saisons avec l'Associação Académica de Coimbra, qui fut le club avec qui il disputa ses premiers matchs en première division portugaise.

## Carrière
Arrêtées à l'issue de la saison 2015-2016
- 6 saisons en championnat de D.I , 58 matchs, 3 buts.
- 1 saison en championnat de D.I , 11 matchs, 0 but.
- 3 saisons en championnat de D.II , 63 matchs, 2 buts.
- 4 saisons en championnat de D.III , 42 matchs, 3 buts.

## Statistiques de joueur

### Synthèse
| Saison                | Club                  | Championnat           | Championnat | Championnat | Coupe(s) nationale(s) | Coupe(s) nationale(s) | Compétition(s) continentale(s) | Compétition(s) continentale(s) | Compétition(s) continentale(s) | Sélection | Sélection | Sélection | Total | Total |
| Saison                | Club                  | Division              | M.          | B.          | M.                    | B.                    | Comp.                          | M.                             | B.                             | Équipe    | M.        | B.        | M.    | B.    |
| 2005-2006             | Casa Pia AC           | D3                    | 16          | 1           | 0                     | 0                     | -                              | 0                              | 0                              | -         | 0         | 0         | 16    | 1     |
| Sous-total            | Sous-total            | Sous-total            | 16          | 1           | 0                     | 0                     | -                              | 0                              | 0                              | -         | 0         | 0         | 16    | 1     |
| 2006-2007             | Real Sport Club       | D3                    | 26          | 2           | 1                     | 0                     | -                              | 0                              | 0                              | -         | 0         | 0         | 27    | 2     |
| Sous-total            | Sous-total            | Sous-total            | 26          | 2           | 1                     | 0                     | -                              | 0                              | 0                              | -         | 0         | 0         | 27    | 2     |
| 2007-2008             | Portimonense SC       | D2                    | 27          | 0           | 5                     | 0                     | -                              | 0                              | 0                              | -         | 0         | 0         | 32    | 0     |
| 2008-2009             | Portimonense SC       | D2                    | 19          | 1           | 3                     | 1                     | -                              | 0                              | 0                              | -         | 0         | 0         | 22    | 2     |
| Sous-total            | Sous-total            | Sous-total            | 46          | 1           | 8                     | 1                     | -                              | 0                              | 0                              | -         | 0         | 0         | 54    | 2     |
| 2009-2010             | Académica Coimbra     | D1                    | 26          | 1           | 6                     | 0                     | -                              | 0                              | 0                              | Espoirs   | 1         | 0         | 33    | 1     |
| Sous-total            | Sous-total            | Sous-total            | 26          | 1           | 6                     | 0                     | -                              | 0                              | 0                              |           | 1         | 0         | 33    | 1     |
| 2010-2011             | FC Porto              | D1                    | 5           | 0           | 6                     | 2                     | -                              | 0                              | 0                              | -         | 0         | 0         | 11    | 2     |
| Sous-total            | Sous-total            | Sous-total            | 5           | 0           | 6                     | 2                     | -                              | 0                              | 0                              | -         | 0         | 0         | 11    | 2     |
| 2011-2012             | FC Porto B            | D3                    | 0           | 0           | 0                     | 0                     | -                              | 0                              | 0                              | -         | 0         | 0         | 0     | 0     |
| 2012-2013             | FC Porto B            | D3                    | 0           | 0           | 0                     | 0                     | -                              | 0                              | 0                              | -         | 0         | 0         | 0     | 0     |
| Sous-total            | Sous-total            | Sous-total            | 0           | 0           | 0                     | 0                     | -                              | 0                              | 0                              | -         | 0         | 0         | 0     | 0     |
| 2012-2013             | SC Braga              | D1                    | 1           | 0           | 0                     | 0                     | -                              | 0                              | 0                              | -         | 0         | 0         | 1     | 0     |
| Sous-total            | Sous-total            | Sous-total            | 1           | 0           | 0                     | 0                     | -                              | 0                              | 0                              | -         | 0         | 0         | 1     | 0     |
| 2012-2013             | SC Braga B            | D2                    | 17          | 1           | 0                     | 0                     | -                              | 0                              | 0                              | -         | 0         | 0         | 17    | 1     |
| Sous-total            | Sous-total            | Sous-total            | 17          | 1           | 0                     | 0                     | -                              | 0                              | 0                              | -         | 0         | 0         | 17    | 1     |
| 2013-2014             | Platanias FC          | D1                    | 11          | 0           | 1                     | 1                     | -                              | 0                              | 0                              | -         | 0         | 0         | 12    | 1     |
| Sous-total            | Sous-total            | Sous-total            | 11          | 0           | 1                     | 1                     | -                              | 0                              | 0                              | -         | 0         | 0         | 12    | 1     |
| 2013-2014             | GD Estoril-Praia      | D1                    | 1           | 0           | 2                     | 0                     | -                              | 0                              | 0                              | -         | 0         | 0         | 3     | 0     |
| 2014-2015             | GD Estoril-Praia      | D1                    | 16          | 2           | 3                     | 0                     | C3                             | 5                              | 0                              | -         | 0         | 0         | 24    | 2     |
| Sous-total            | Sous-total            | Sous-total            | 17          | 2           | 5                     | 0                     | -                              | 5                              | 0                              | -         | 0         | 0         | 27    | 2     |
| 2015-2016             | Académica Coimbra     | D1                    | 9           | 0           | 2                     | 0                     | -                              | 0                              | 0                              | -         | 0         | 0         | 11    | 0     |
| Sous-total            | Sous-total            | Sous-total            | 9           | 0           | 2                     | 0                     | -                              | 0                              | 0                              | -         | 0         | 0         | 11    | 0     |
| Total sur la carrière | Total sur la carrière | Total sur la carrière | 174         | 8           | 29                    | 4                     | -                              | 5                              | 0                              |           | 1         | 0         | 209   | 12    |

### Coupes continentales
| Matchs | Date              | Stade                                    | Adversaire       | Résultat | Minutes | Compétition            | Buts | Tour             | Club             |
| ------ | ----------------- | ---------------------------------------- | ---------------- | -------- | ------- | ---------------------- | ---- | ---------------- | ---------------- |
| 1      | 18 septembre 2014 | Philips Stadion, Eindhoven               | PSV Eindhoven    | 1 – 0    | 90 min  | Ligue Europa 2014-2015 | 0    | Phase de groupes | GD Estoril-Praia |
| 2      | 2 octobre 2014    | Estádio António Coimbra da Mota, Estoril | Panathinaïkos    | 2 – 0    | 90 min  | Ligue Europa 2014-2015 | 0    | Phase de groupes | GD Estoril-Praia |
| 3      | 6 novembre 2014   | Arena Khimki, Khimki                     | FK Dynamo Moscou | 1 – 0    | 90 min  | Ligue Europa 2014-2015 | 0    | Phase de groupes | GD Estoril-Praia |
| 4      | 28 novembre 2014  | Estádio António Coimbra da Mota, Estoril | PSV Eindhoven    | 3 – 3    | 90 min  | Ligue Europa 2014-2015 | 0    | Phase de groupes | GD Estoril-Praia |
| 5      | 11 décembre 2014  | Stade Apóstolos-Nikolaïdis, Athènes      | Panathinaïkos    | 1 – 1    | 90 min  | Ligue Europa 2014-2015 | 0    | Phase de groupes | GD Estoril-Praia |

## Palmarès

### Avec leSporting CPU17
- Champion de l'AF Lisbonne U17 en 2003

### Avec leSporting CPU19
- Champion du Portugal U19 en 2005

### Avec leFC Porto
- Champion du Portugal en 2011
- Vainqueur de la Supercoupe du Portugal en 2010